# Pyrethrum daghestanicum
Pyrethrum daghestanicum là một loài thực vật có hoa trong họ Cúc. Loài này được (Rupr. ex Boiss.) Flerow miêu tả khoa học đầu tiên năm 1938.